# Bulugunung
Bulugunung is een bestuurslaag in het regentschap Magetan van de provincie Oost-Java, Indonesië. Bulugunung telt 4512 inwoners (volkstelling 2010).